# 军校列表
本条目为世界各地军校的列表（不全）：
- 埃及
  - 埃及军事学院
- 法國
  - 法国圣西尔军校
  - 法国海军军官学校
  - 索米尔骑兵学校（英语：Cavalry School）
- 德国
  - 德国陆军军官学校
  - 德国联邦国防军指挥学院
- 印度
  - 印度浦那初级国防学院
- 大韓民國
  - 韓國陸軍士官學校
  - 韓國海軍士官學校
  - 韓國空軍士官學校
- 土耳其
  - 土耳其陆军军官学校
- 泰國
  - 泰国陆军帕尊宗告尉官学校
- 中華民國
  - 中正國防幹部預備學校
  - 國防醫學院
  - 陸軍專科學校
  - 空軍航空技術學院
  - 國防大學
    - 國防理工學院
    - 政治作戰學院
    - 國防管理學院

  - 中華民國陸軍軍官學校
  - 中華民國海軍軍官學校
  - 中華民國空軍軍官學校
  - 中華民國海軍陸戰隊學校
- 中华人民共和国
  - 中国人民解放军国防大学
  - 中国人民解放军国防科技大学
  - 中国人民解放军陆军工程大学
  - 中国人民解放军陆军指挥学院
  - 中国人民解放军陆军步兵学院
  - 中国人民解放军陆军兵种大学
  - 中国人民解放军陆军航空兵学院
  - 中国人民解放军陆军特种作战学院
- 日本
  - 防卫大学校
- 俄羅斯
  - 伏龙芝军事学院
  - 俄羅斯聯邦軍隊綜合軍事學院
- 英国
  - 英国桑赫斯特皇家军事学院
  - 英国皇家海军学院
  - 英国克兰韦尔空军学院
- 美国
  - 联邦
    - 美國軍事學院（西点）
    - 美国海军学院（安纳波利斯）
    - 美國空軍學院
    - 美国海岸防衛隊學院

  - 地方
    - 维吉尼亚军校
    - 马里昂军事学院
    - 喬治亞軍校
- 加拿大
  - 加拿大国防学院